# Peltula psammophila
Peltula psammophila är en lavart som först beskrevs av William Nylander och som fick sitt nu gällande namn av Egea. 
Peltula psammophila ingår i släktet Peltula och familjen Peltulaceae. Inga underarter finns listade i Catalogue of Life.